# Budai Pop
A Budai Pop a magyar Ivan & The Parazol 2021-ben megjelent ötödik stúdióalbuma. A lemez producere Weil András, rajta pedig 10 dal hallható, a korábbi lemezekkel ellentétben mindegyik magyar nyelven. A stúdióalbumból 30 darabos limitált, számozott LP-változat is készült 2021-ben (MR2021-01/2), melynek borítóképe és dizájnja fekete színű, a hanglemez pedig rózsaszín. A zenekar egyetlen lemeze, melyen Springer Márton basszusgitározik.

## Az album dalai
Az összes dalszöveg szerzője Vitáris Iván és Balla Máté; az összes szám szerzője Simon Bálint, Balla Máté, Springer Márton, Vitáris Iván, Weil András.
| 1.    | Mást vártam        | 4:35 |
| 2.    | Játék              | 3:37 |
| 3.    | Ha változol        | 2:39 |
| 4.    | Van aki úgy szeret | 3:54 |
| 5.    | Akkor gyere        | 3:48 |
| 6.    | Mik ezek a hangok  | 2:59 |
| 7.    | Sötét              | 3:52 |
| 8.    | Tartozom még       | 2:41 |
| 9.    | Fejezd be          | 3:38 |
| 10.   | Milyen kár         | 4:20 |
| 36:07 |                    |      |

## Közreműködők

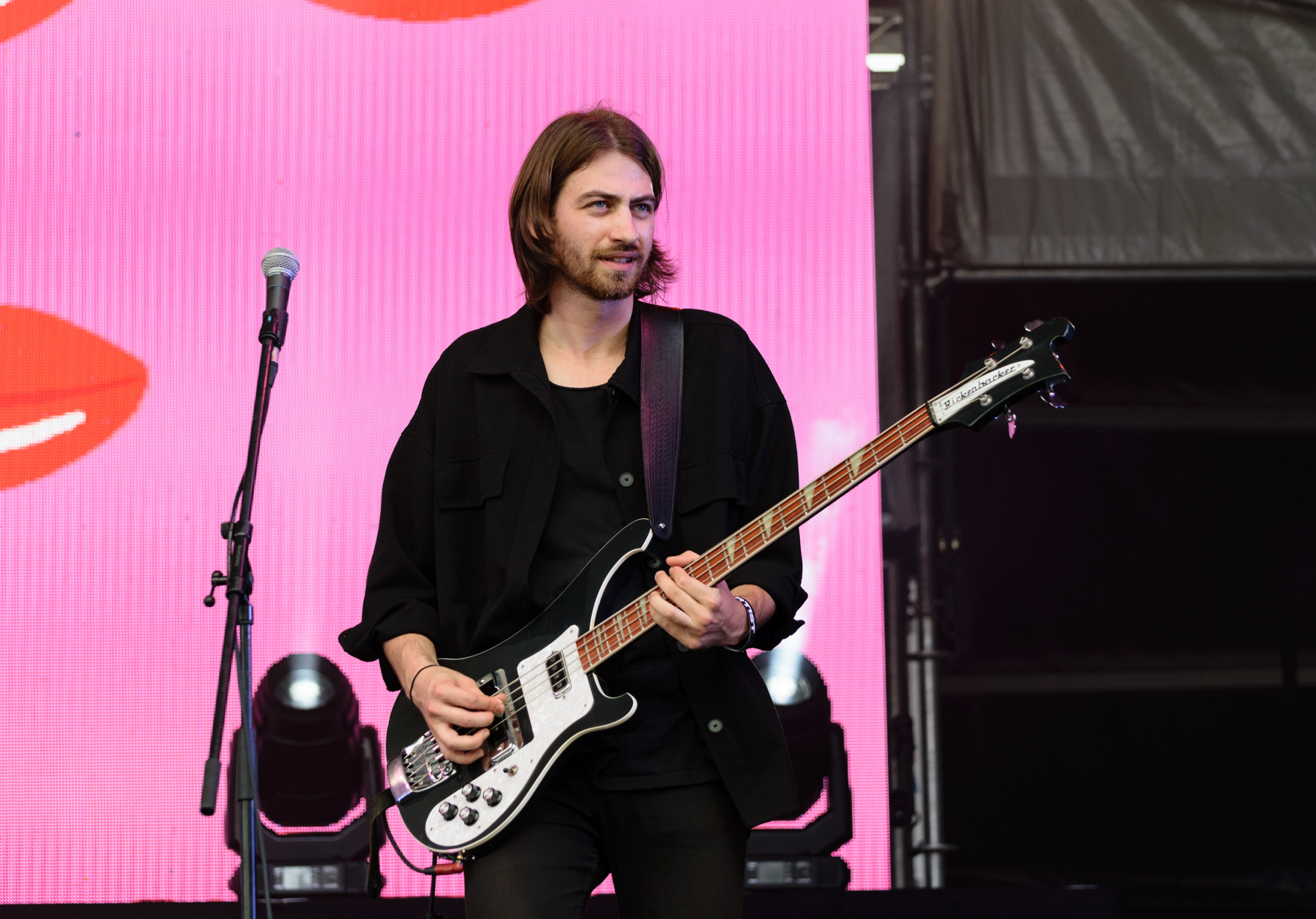
Springer Márton 2019 és 2024 között a zenekar basszusgitárosa (a felvétel 2022-ben készült)

### Ivan & The Parazol
- Balla Máté – gitár
- Simon Bálint – dobok
- Vitáris Iván – ének
- Springer Márton – basszusgitár

### Produkció
- Weil András – producer, mastering, hangmérnök[1], zenei rendező[2]
- Centraldubs Switzerland – mastering
- Ghyczy Diana – grafika

## Külső hivatkozások
- Ivan & The Parazol hivatalos oldala
- „És a végén szétrobban a ház” – Dalról dalra az Ivan & the Parazol Budai Pop című lemezén (interjú Balla Mátéval és Vitáris Ivánnal) - kortarsonline.hu
- Az album az iTunes-on
- Az album Spotify-on